# La neige était sale (pièce de théâtre)
Pour les articles homonymes, voir La neige était sale (homonymie).
La neige était sale est une pièce de théâtre trois actes et un prologue de Frédéric Dard et Georges Simenon, adaptée du roman de ce dernier et créée le 11 décembre 1950 au théâtre de l'Œuvre à Paris.

## Principales productions
Théâtre de l'Œuvre, 1950-1951 (création)
Mise en scène de Raymond Rouleau, décors et costumes de Lila de Nobili
avec Daniel Gélin (Frank), Raymond Rouleau (le monsieur), Lucienne Bogaert (Lotte), France Descaut (Sissy), Françoise Lugagne (Minna), Jacqueline Roman (Bertha), Yves Brainville (M. Holst), Gérard Oury (Kromer), Numes Fils (Timo), André Valmy (le commissaire), Noël Roquevert (le commandant)
Tournée Herbert, 1951-1952,
Mise en scène de Raymond Rouleau, décors et costumes de Lila de Nobili
avec Robert Hossein (Frank), Paul Meurisse (le monsieur), Renée Corciade (Lotte), Marie-José Laurent (Sissy), Christiane Barry (Minna), Janine Denayer (Bertha), Marcel Lupovici (M. Holst), Raphaël Patorni (Kromer), Pierre Ferval (Timo), Gérard Keryse (Le Commissaire), Maurice Nasil (le Commandant)
Tournée Herbert-Karsenty, 1970-1971,
Mise en scène de Robert Hossein d'après celle de Raymond Rouleau, décors de Patrice Harispe
avec Robert Hossein (Frank), Jacques Castelot (le monsieur), Lucienne Le Marchand (Lotte), Pascale Rivault (Sissy), Marie-Georges Pascal (Minna), Géraldine Klein (Bertha), Jean Malambert (M. Holst), Robert Dalban (Kromer), Albert Michel (Timo), Alexandre Rignault (Le Commissaire), Maurice Nasil (le Commandant)

## Mise en ondes
Dramatique radio, RTF, 1950
La pièce a été enregistrée pour la RTF le 3 octobre 1950 et diffusée le 27 novembre suivant.
Réalisation de Raymond Rouleau et Pierre-Christian Renard, musique de Jean Wiener
avec Daniel Gélin (Frank), Raymond Rouleau (le monsieur), Jane Marken (Lotte), Danièle Delorme (Sissy), Françoise Lugagne (Minna), Jacqueline Roman (Bertha), Yves Brainville (M. Holst), Gérard Oury (Kromer), Numes Fils (Timo), André Valmy (le commissaire), Jean Brochard, Pierre Marteville, Blanche Sylvain